# サイドテール
サイドテールは、側頭部で髪を一つにまとめて垂らした髪型。

## サイドテールのアイドル、キャラクターなど
栗花落カナヲ（鬼滅の刃）
梁師範（ジャングルの王者ターちゃん）
フランドール・スカーレット(東方project)
伊地知虹夏（ぼっち・ざ・ろっく!）